# Jean Baptiste Charles Belanger
Jean-Baptiste-Charles-Joseph Bélanger (Valenciennes, 4. travnja 1790. — Neuilly-sur-Seine, 8. svibnja 1874.) bio je francuski matematičar.
Bélanger je bio profesor na École Centrale des Arts et Manufactures, École polytechnique i na École nationale des ponts et chaussées. Radio je u oblastima hidraulike i hidrodinamike. Za protok vode u vodenim kanalima, 1828. Bélanger je uveo odnos brzine strujanja i kvadratnog korijena ubrzanja zbog gravitacije pomnožen s dubinom strujanja. Njegovo ime nalazi se na popisu 72 znanstvenika ugraviranih na Eifellovom tornju.

## Radovi
- Essai sur la solution numérique de quelques problèmes relatifs au mouvement permanent des eaux courantes (1828.)
- Notes sur la mécanique appliquee aux principes de la stabilité des constructions et à la théorie dynamique des machines (1848.)
- Résumé de leçons de géométrie analytique et de calcul infinitésimal (1859.)
- Théorie de la résistance de la torsion et de la flexion plane des solides (1862.)
- Traité de cinématique, Dunod/Gauthier-Villars, Paris  (1864.)
- Traité de la dynamique d'un point matériel, Dunod/Gauthier-Villars, Paris  (1864.)
- Traité de la dynamique des systémes matériels, Dunod/Gauthier-Villars, Paris (1866.)